# Percezione aptica
La percezione aptica è il processo di riconoscimento degli oggetti attraverso il tatto. Essa deriva dalla combinazione tra la percezione tattile dell'oggetto sulla superficie della pelle (la quale ne "legge" la conformazione e la natura più o meno liscia o scabra della superficie) e la propriocezione, ossia la percezione della posizione del proprio corpo rispetto all'oggetto stesso.
Le persone possono rapidamente e in modo accurato identificare un oggetto tramite il tatto. Tale riconoscimento avviene tramite una procedura di esplorazione, ad esempio muovendo le dita sulla superficie dell'oggetto oppure tenendolo interamente in mano. La percezione aptica deriva inoltre dalle forze sperimentate durante la tastazione degli oggetti.
James Gibson definisce il sistema aptico come la "sensibilità dell'individuo verso il mondo adiacente al suo corpo". Lo stesso Gibson e altri enfatizzano poi lo stretto nesso tra percezione aptica e movimento stesso del corpo. La perdita del senso del tatto si rivela così un deficit importante, in quanto può limitare attività elementari come camminare o maneggiare oggetti comuni.